# Frank O'Mara
Pour les articles homonymes, voir O'Mara.
Frank O'Mara (né le 17 juillet 1960 à Limerick) est un athlète irlandais spécialiste du 1 500 mètres et du 3 000 mètres.
Étudiant à l'université de l'Arkansas, il remporte, sur la distance du 3 000 mètres, le titre des Championnats NCAA en salle de 1983. Il décroche son premier titre lors d'une compétition internationale majeure en début de saison 1987 en remportant la finale des Championnats du monde en salle disputés à Indianapolis. L’Irlandais devance son compatriote Paul Donovan au terme d'un ultime sprint. Il réédite cet exploit quatre ans plus tard en s'imposant lors des mondiaux en salle de Séville en 7 min 41 s 14, soit le meilleur temps de sa carrière.

## Palmarès
| Année | Compétition                    | Lieu         | Place | Épreuve |
| ----- | ------------------------------ | ------------ | ----- | ------- |
| 1986  | Championnats d'Europe          | Stuttgart    | 8e    | 1 500 m |
| 1987  | Championnats du monde en salle | Indianapolis | 1er   | 3 000 m |
| 1987  | Championnats du monde          | Rome         | 9e    | 5 000 m |
| 1991  | Championnats du monde en salle | Séville      | 1er   | 3 000 m |
| 1994  | Championnats d'Europe          | Helsinki     | 13e   | 5 000 m |